# Большой Перовский пруд
Большой Перо́вский пруд (Химзаводско́й пруд) — искусственный водоём в районе Новогиреево Восточного административного округа Москвы. Расположен между улицами Кусковская и Новотетёрки.
По документам Департамента природопользования и охраны окружающей среды Москвы водоём называется «прудом Кусковского химзавода». Этот гидроним произошёл от названия предприятия, которое построили на берегу водоёма в 1880 году. В литературе и на современных картах указывается название Большой Перовский пруд. На картах XIX века отмечен как пруд в деревне Тетёрки.
Большой Перовский пруд создали в пойме двух сливающихся истоков Чурилихи, которые в настоящее время заключены в подземный коллектор. Водоём имеет неправильно-овальную форму. Его площадь составляет 4,2 гектара, длина — 420 метров, ширина — до 140 метров. Средняя глубина водоёма — 2,5 метра. Берега укреплены бетонной стенкой и узкой бетонной набережной. На северной стороне находится озеленённый участок, на других — промышленные объекты.
В 2012 и 2015 годах по заказу Департамента жилищно-коммунального хозяйства и благоустройства города Москвы пруд очистили, провели реконструкцию водосброса, углубили дно, берега укрепили, украсили декоративным камнем. После реконструкции водоём перестал быть проточным. В настоящее время пруд используют для прибрежных прогулок, околоводного отдыха и любительского лова рыбы. Купание официально запрещено.